# 花园街道 (新乡市)
花园街道，是中华人民共和国河南省新乡市牧野区下辖的一个乡镇级行政单位。

## 行政区划
花园街道下辖以下地区：
罗庄街社区、钓鱼台社区、金龙社区和西和园社区。